# 1864 en Lorraine
Chronologie de la Lorraine
- 1860
- 1861
- 1862
- 1863
- 1864
- 1865
- 1866
- 1867
- 1868

Cette page est une liste d'événements qui se sont produits durant l'année 1864 en Lorraine.

## Événements

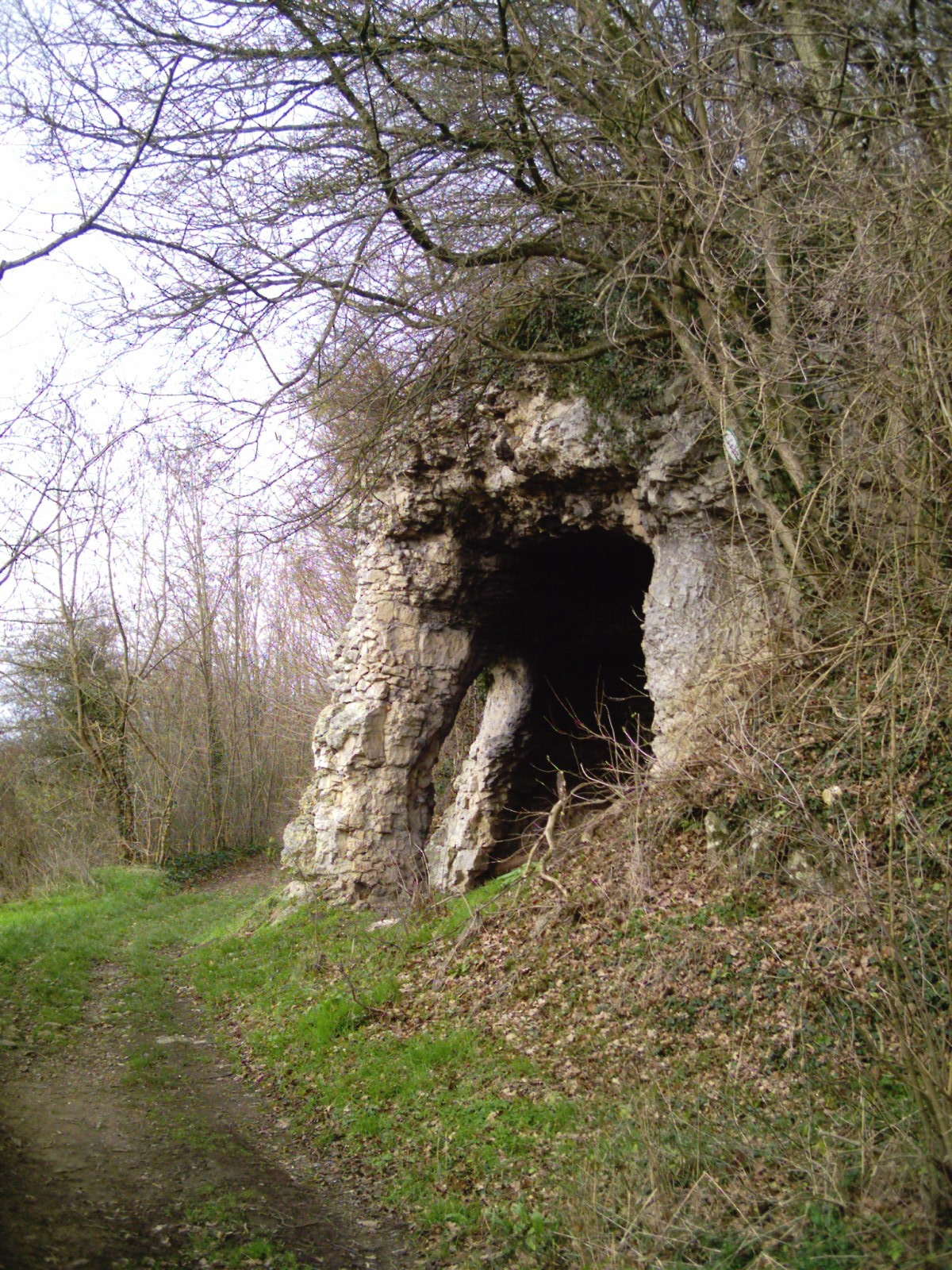
Grotte Sainte Reine à Pierre-la-Treiche.

- Nicolas Husson, pharmacien à Toul, et son fils Camille, tracent le premier plan de la Grotte Sainte-Reine[1]
- Description de la Grotte du Géant par Nicolas Husson. Il y observa un ancien foyer ainsi que des os travaillés, des ossements et des tessons de poterie plus ou moins anciens [2].
- Fondation de la Brasserie de Charmes par Achille Hanus[3] ; dans ce but, il acquiert la brasserie Martell et Buffet, créée dix ans auparavant et qui se trouvait en faillite, située au Pâquis.
- Louis-Théodore Devilly est nommé directeur de l'École des beaux-arts de Metz.
- Une faculté de Droit est créée à Nancy[4]
- Fondation du Comité des forges sous l'impulsion de Charles de Wendel et Eugène Schneider[4]. Ce groupe de pression avec lequel les gouvernements successifs devront compter est créé la même année où le droit de Coalition et de grève est reconnu[5].
- Construction de la dernière manufacture des tabacs de Nancy, par Antoine-Barthélémy Gutton, architecte polytechnicien[6].

## Naissances

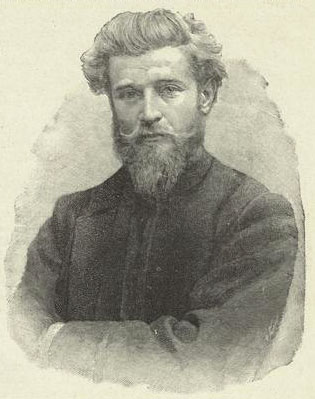
Paul Crampel.

- 3 janvier à Remiremont : Louis Guingot, peintre de l'École de Nancy mort le 16 décembre 1948 à Lay-Saint-Christophe. Membre fondateur de l'École de Nancy et inventeur, en 1914, du camouflage militaire[7].
- 15 mars à Grosbliederstroff : François Xavier Hoën (Franz Xaver Hoën), mort le 9 novembre 1935, homme politique lorrain. Il fut député au Reichstag allemand de 1907 à 1912 et membre du Landtag d'Alsace-Lorraine de 1911 à 1918.
- 4 avril à Saint-Dié-des-Vosges : Eugène Delaroue, mort le 21 avril 1935 dans le 7e arrondissement de Paris (Seine), homme politique français.
- 10 mai à Nancy : René, marquis de Ludre-Frolois, officier et homme politique français décédé le 15 mai 1955 à Paris.
- 13 mai  à Thil : François Nau, mort le 2 septembre 1931[8] à Paris), prêtre catholique, mathématicien et spécialiste du syriaque et d'autres langues orientales.
- 22 juin à Épinal : Charles Hindermeyer[9],  mort le 16 juin 1940 à Remiremont, architecte français.
- 15 septembre à Nancy : Julien Henry Plattard dit Harry Blount[10],[11], mort à Paris 4e le 5 décembre 1942[12], auteur dramatique français.
- 30 octobre à Bitche : Antonin Daum, mort à Nancy le 28 mars 1930[13], fils de Jean Daum, maître-verrier, ingénieur et entrepreneur français, qui assura la direction artistique, puis, à la suite de son frère Auguste, la direction administrative de la cristallerie Daum.
- 13 novembre à Metz : Émile de Lacoste, mort à Lyon le 26 décembre 1950[14],[15], officier supérieur de la marine nationale française[16], actif sous la Troisième République. Il est l'un des petits-fils de Joseph Bonaparte[17].
- 17 novembre à Nancy : Paul Crampel, mort au Dar Kouti le 9 avril 1891, est un explorateur français de l'Afrique centrale.
- 12 décembre à Metz : Georges Varney, vice-amiral français pendant la Première Guerre mondiale. Blessé quatre fois et cité trois fois au cours de sa carrière, le vice-amiral Varney a été fait grand officier de la Légion d'honneur, le 1er septembre 1920.

## Décès
- 29 mai à Nancy : Auguste Digot, né le 28 août 1815 à Nancy, historien français qui se consacra à l'histoire de la Lorraine.
- 1 novembre à Nancy : Pierre François Marchal, homme politique français né le 8 avril 1785 à Nancy (actuel département de Meurthe-et-Moselle).